# Old Mornings Dawn
Albums de Summoning
Oath Bound
(2006) With Doom We Come
(2018)
Old Mornings Dawn est le septième album du groupe  autrichien de black metal symphonique Summoning, sorti le 5 juin 2013 sur le label Napalm Records. La pochette est basée sur la peinture de George Hetzel (de), Rocky Gorge. Il s'inspire notamment du personnage de l'œuvre de J. R. R. Tolkien Eärendil.

## Contexte
Old Mornings Dawn sort sept ans après leur précédent album Oath Bound, ce qui est l'intervalle le plus long entre deux albums de Summoning. Silenius explique que ce retard était dû au fait que « pendant de nombreuses années, j'étais complètement vide et je n'avais aucune idée pour Summoning. D'une certaine manière, je pensais que tout était dit et je n'arrivais pas à trouver de nouveaux horizons pour ce groupe. Plus tard, je me suis concentré sur le troisième CD de Kreuzweg Ost, ce qui m'a coûté un an de plus, et après cela, une [crise cardiaque] m'a immobilisé pendant encore six mois, mais d'une manière ou d'une autre, tout cela m'a amené à un point où j'ai eu à nouveau faim et depuis lors, je me suis à nouveau concentré sur la création de riffs ».

## Style musical, écriture et composition
Avec deux titres bonus contenus dans le coffret et les versions vinyles, cet album est le plus long de Summoning à ce jour. Pour Protector, membre du groupe, « le nouvel album est beaucoup plus sombre que les précédents. Je pense que la plus grande noirceur vient du son de guitare plus profond et plus direct qui est aussi plus black metal que sur les albums précédents. Mais il est aussi plus polyphonique avec plus de détails (spécialement dans le rythme), en raison de cette plus grande complexité nous avons aussi réduit la réverbération afin de rendre le son plus clair par rapport à Oath Bound ». Silenius indique que le processus d'écriture était différent des albums précédents, et que « alors que Protector faisait déjà des chansons et des riffs peu de temps après la sortie d'Oath Bound, il m'a fallu plusieurs années avant de retrouver ma motivation, et le tournant a certainement été ma crise cardiaque ». Silenius pense que la crise cardiaque dont il a été victime l'a amené à réévaluer ses priorités dans la vie et à retrouver son inspiration créative. L'écriture est également différente par rapport aux albums précédents, Protector déclarant que « alors que dans le passé (depuis Stronghold) chaque chanson était commencée par Silenius, que j'y ajoutais des mélodies et que je la laissais se développer en une grande chanson, cette fois-ci, il y a des chansons que j'ai commencées (comme la chanson titre que j'ai créée pendant la longue période d'inactivité de Silenius), tandis que Silenius a continué à travailler dessus plus tard ».
Silenius explique dans une interview que les paroles ne jouent aucun rôle dans la composition globale de la musique de Summoning, et qu'elles constituent la dernière étape de leur processus créatif. Il ajoute que c'est moins un problème pour Summoning que pour d'autres groupes, en raison du fait que « toutes nos chansons doivent correspondre à l'univers de Tolkien et nous savons donc comment l'atmosphère d'une chanson doit sonner ». Il explique également que le groupe écrit très peu de paroles en dehors des chœurs, et que la plupart sont tirées de la littérature de Tolkien, ou de poèmes d'autres auteurs que le groupe estime adaptés au concept global.
Pour Silenius, « Old Mornings Dawn n'est pas un album conceptuel, mais cette fois nous avons surtout expérimenté les histoires et légendes d'Eärendil le marin : mi-homme mi-aîné, ancêtre des rois de Númenor, avec le Silmaril sur son front il est devenu une étoile immortelle. 4 chansons traitent de ce sujet. Les paroles de deux autres chansons proviennent des poèmes City of Present Sorrow et Town of Dreams, deux poèmes très anciens de J. R. R. Tolkien écrits à l'époque où la Première Guerre mondiale faisait rage. Les autres paroles proviennent d'auteurs inconnus ou sont écrites par moi-même et, comme toujours, sont étroitement liées à l'univers de Tolkien ».

## Enregistrement et production
L'album est entièrement produit, mixé et masterisé par les membres du groupe, Silenius et Protector. Protector explique que le groupe fait cela pour garder un contrôle créatif total sur leur musique, et pour réduire la dépendance financière vis-à-vis de leur maison de disques, ajoutant que « nous aimons avoir notre musique totalement sous contrôle et nous ne voulons pas qu'elle soit manipulée par un mixeur externe qui donnerait plutôt à nos albums un son métal plus grand public. Pour nous, le son de l'album prend autant de temps que la composition et nous essayons toujours de sonner différemment ». Le mixage de l'album s'est fait en plusieurs étapes, Silenius n'étant pas satisfait du mixage original, le groupe a ajusté le mixage pour rendre les « guitares plus profondes et a changé d'autres choses. donc cette fois le mixage a pris plus de temps que d'habitude et nous avons plus réfléchi au son que jamais auparavant ».
Le groupe critique les styles de production d'autres disques de black metal en les qualifiant de « black metal hollywoodien produit à outrance », et Protector ajoute : « Pendant un certain temps, j'ai mixé seul une chanson, et le son est devenu plus proche de ce son hollywoodien mentionné plus haut - plus propre et stérile. Mais à cause de la réaction dégoûtée de Silenius, je suis revenu à un son plus brut ! ».

## Critiques
L'album reçoit un accueil positif de la plupart des critiques musicaux. Kim Kelly, de Pitchfork, donne une évaluation positive de l'album. Elle écrit que « l'album a un aspect cinématographique » et que « l'écriture variée et magnifiquement orchestrée de cet album parle d'elle-même. Old Mornings Dawn est un ajout plus que méritoire à leur canon, et un plaisir tout à fait satisfaisant pour les fans qui attendent la prochaine aventure depuis près d'une décennie ». Tyler Munro, d'Exclaim, donne également une évaluation positive de l'album, le décrivant comme « leur plus grand accomplissement à ce jour ». Il loue l'utilisation par le groupe de claviers et d'instruments synthétiques ainsi que la production de l'album, ajoutant que l'album « allie le grandiose à l'équilibre, au groove et au coup de poing émotionnel occasionnel ». Pour le site finlandais de musical metal Imperiumi, « la musique de Summoning a, dans l'ensemble, encore une fois une saveur artisanale appropriée. Lorsque tout cela permet à Summoning de respirer à un rythme calme, le résultat est un album noble, inflexible et vibrant ».
Ultimate Guitar est plus critique à l'égard de l'album. Ils critiquent notamment la production dans un certain nombre de domaines, y compris les sons de guitare et de batterie, ainsi que le manque d'importance accordée à la basse dans le mixage de l'album, et l'utilisation de batteries programmées. Ils qualifient également l'album de « fastidieux », écrivant que « les chansons écrites sont comme de grands puzzles, mais toutes les pièces sont de la même couleur avec des nuances légèrement différentes et toutes les pièces sont des carrés parfaits ». Riku Mäkinen, du site musical finlandais Kaaoszine est également très sévère et donne une note de 3 sur 10. Pour lui, « Le plus gros problème de l'album, ce sont les chansons qui sont trop longues ». Il ajoute que « le changement de chansons n'apporte aucun soulagement significatif, car le même glissement à mi-tempo continue et continue jusqu'à ce qu'il se termine finalement après 66 minutes » et que « pour les fans de black metal fantastique mid-tempo touchant et incroyablement ennuyeux, Old Mornings Dawn est un achat hautement recommandé ».
LA Weekly le nomme 10e meilleur album de metal de 2013, écrivant que « les rêveries du duo inspirées de Tolkien emmènent des voyages sombres et musicaux vers la Terre du Milieu ».

## Liste des titres
Toutes les chansons sont écrites et composées par Summoning.
| 1.    | Evernight (instrumental)              | 2:48 |
| 2.    | Flammifer                             | 7:07 |
| 3.    | Old Mornings Dawn                     | 9:29 |
| 4.    | The White Tower                       | 9:35 |
| 5.    | Caradhras                             | 9:31 |
| 6.    | Of Pale White Morns and Darkened Eves | 8:22 |
| 7.    | The Wandering Fire                    | 8:02 |
| 8.    | Earthshine                            | 9:33 |
| 64:27 |                                       |      |

| Bonus tracks | Bonus tracks                            | Bonus tracks | Bonus tracks | Bonus tracks | Bonus tracks | Bonus tracks | Bonus tracks | Bonus tracks | Bonus tracks |
| No           | Titre                                   | Durée        |              |              |              |              |              |              |              |
| ------------ | --------------------------------------- | ------------ | ------------ | ------------ | ------------ | ------------ | ------------ | ------------ | ------------ |
| 9.           | The Darkening of Valinor (instrumental) | 4:04         |              |              |              |              |              |              |              |
| 10.          | With Fire and Sword                     | 6:46         |              |              |              |              |              |              |              |
| 75:17        |                                         |              |              |              |              |              |              |              |              |

## Personnel
- Protector - guitares, claviers, programmation de batterie, chant sur 4, 7, 8 et 10, chœurs sur 3
- Silenius - claviers, basse, chant sur 2, 3, 5 et 6
- Erika Szűcs - chœurs sur 1 et 4
- David Says - paroles prononcées sur les 3 et 8

## Classements
| Classement (2013)                  | Meilleure place |
| ---------------------------------- | --------------- |
| Allemagne (Media Control AG)       | 98              |
| Finlande (Suomen virallinen lista) | 24              |
| Suède (Sverigetopplistan)          | 51              |
| Suisse (Schweizer Hitparade)       | 99              |
| Belgique (Wallonie Ultratop)       | 193             |